# Turtóczki Sándor
Turtóczki Sándor (Tornyospálca, 1956. október 1. –) labdarúgó, csatár, edző. Jelenleg az MTK női csapatának és a magyar női U19-es válogatott vezetőedzője illetve szövetségi edzője.

## Pályafutása

### Klubcsapatban
Szülőhelyén. Tornyospálcán lett először igazolt labdarúgó. Gimnázium évei alatt a Kisvárda csapatában szerepelt. 1975-ben a BVSC-hez igazolt. A zuglói csapatnál az edzője Mezey György volt, aki 1977-ben az MTK-VM-hez való szerződésekor Turtóczkit is a kék-fehérekhez vitte. Az első idényben bajnoki bronzérmet szerzett a csapattal. 1979-ben sorkatonai szolgálatra vonult be és kölcsönjátékosként a Nyíregyházi VSSC együttesében játszott. A nyírségi csapattal bajnok lett a másodosztályban és a gólkirályi címet is elnyerte 18 góllal. Ezt követően visszatért a Hungária körútra. Az 1981–82-es idényben történetében először kiesett az első osztályból az MTK-VM.
Turtóczki így ismét a másodosztályban szerepelt. A várakozásoknak megfelelően a visszajutás egy idény alatt sikerült. Tagja volt az 1986–87-ben ismét bajnokságot nyert kék-fehér csapatnak, bár a tavaszi mérkőzéseken már keveset szerepelt. 1987–88-ban egy idényt a Debreceni MVSC-ben játszott, majd két évig a Váci Izzó játékosa volt. 1990 és 1993 között az alsóbb osztályú osztrák Wieselburg csapatában játszott levezetésként.

### Edzőként
2006 és 2013 között az MTK női csapatának a vezetőedzője volt. A csapattal sorozatban négyszer nyert bajnoki címet. Korábban ez senkinek sem sikerült még. 2008 óta magyar női U19-es válogatott szövetségi edzője is volt. 2013-ban főállásban tölti be ezt a pozíciót.

## Sikerei, díjai

### Játékosként
- Magyar bajnokság
  - bajnok: 1986–87
  - 3.: 1977–78
- Magyar bajnokság – 2. osztály
  - bajnok: 1979–80, 1981–82
  - gólkirály: 1979–80 (18 gól)

### Edzőként
- Magyar női bajnokság
  - bajnok: 2009–10, 2010–11, 2011–12, 2012–13
  - 2.: 2008–09
- Magyar kupa (női)
  - győztes: 2010, 2013
  - döntős: 2011